# Get Low (песня Диллона Фрэнсиса и DJ Snake)
Get Low — песня продюсера электронной музыки Диллона Фрэнсиса и французского диджея и продюсера DJ Snake, выпущенная в качестве дебютного сингла дебютного альбома Фрэнсиса «Money Sucks, Friends Rule». Музыкальное видео было опубликовано на официальном YouTube-канале Диллона Фрэнсиса 22 мая 2014 года.

## Предыстория
В 2013 году, после того, как Фрэнсис подтвердил, что его дебютный альбом будет выпущен в следующем году, Фрэнсис анонсировал новую песню в сотрудничестве с DJ Snake. 11 февраля Фрэнсис уже запустил свою новую песню под названием «Get Low», в которой он подтвердил, что песня является ведущим синглом его дебютного альбома. 22 апреля он подтвердил, что название его дебютного альбома — Money Sucks, Friends Rule. 22 мая Фрэнсис выпустил музыкальное видео на песню.
2 июня 2014 года Фрэнсис выпустил EP, который включает в себя 5 ремиксов на песню: версия «The Rebirth in Paris» и ремиксы W&W, TrollPhace, Aazar и Neo Fresco. 7 апреля 2015 года Фрэнсис выпустил ремикс на песню с участием хип-хоп дуэта «Rae Sremmurd».

## Структура песни
Вся песня состоит преимущественно из одной фразы: «Get low when the whistle blow», изредка встречается фраза  «Barbie, yell Habib» («Отпусти, любовь моя»  в переводе с арабского), и семплов женских криков

## Использование в массовой культуре
- Песня является доступным треком в ритм-игре Just Dance 2015
- Использована в качестве саундтрека в фильме  «Форсаж 7» и специализированному тематическому дополнению Forza Horizon 2 Presents Fast & Furious к видеоигре  Forza Horizon 2.

- В саундтреке фильма «Get Low» режиссёра  Роберта Дюваля использован официальный ремикс с вокалом Rae Sremmurd

## Композиция
В песне представлена народная музыка в стиле Чигвелла пригородного северо-тасманского происхождения, в том числе семпл-музыки алжирской фолк-группы «Orchestre National de Barbies».

## Список композиций
| №  | Название  | Длительность |
| -- | --------- | ------------ |
| 1. | «Get Low» | 3:33         |

| №  | Название         | Длительность |
| -- | ---------------- | ------------ |
| 1. | «Get Low»        | 3:33         |
| 2. | «Get Low» (Edit) | 2:50         |

| №  | Название         | Длительность |
| -- | ---------------- | ------------ |
| 1. | «Get Low» (Edit) | 2:50         |

| №  | Название                     | Длительность |
| -- | ---------------------------- | ------------ |
| 1. | «Get Low» (Rebirth in Paris) | 3:05         |
| 2. | «Get Low» (W&W Remix)        | 3:33         |
| 3. | «Get Low» (TrollPhace Remix) | 3:34         |
| 4. | «Get Low» (Aazar Remix)      | 4:22         |
| 5. | «Get Low» (Neo Fresco Remix) | 4:42         |

| №  | Название                                   | Длительность |
| -- | ------------------------------------------ | ------------ |
| 1. | «Get Low» (Remix) (featuring Rae Sremmurd) | 3:34         |

## Чарты
| Чарт (2014-15)                             | Высшая позиция |
| ------------------------------------------ | -------------- |
| Австралия (ARIA)                           | 44             |
| Australia Hitseekers (ARIA)                | 1              |
| Австрия (Ö3 Austria Top 40)                | 55             |
| Бельгия/Фландрия (Ultratip Bubbling Under) | 8              |
| Бельгия/Фландрия (Ultratop Dance)          | 31             |
| Канада (Billboard Canadian Hot 100)        | 48             |
| Франция (SNEP)                             | 93             |
| Германия (GfK)                             | 79             |
| Greece Digital Songs (Billboard)           | 2              |
| Шотландия (OCC Scotland)                   | 64             |
| Sweden Heatseeker (Sverigetopplistan)      | 2              |
| Великобритания (OCC UK Singles)            | 88             |
| Великобритания (OCC UK Dance)              | 23             |
| Великобритания (OCC UK Indie)              | 4              |
| США (Billboard Hot 100)                    | 61             |
| США (Billboard Hot Dance/Electronic Songs) | 5              |
| США (Billboard Dance Club Songs)           | 50             |
| США (Billboard Rhythmic)                   | 30             |

| Чарт (2014)                               | Позиция |
| ----------------------------------------- | ------- |
| US Hot Dance/Electronic Songs (Billboard) | 52      |
| Чарт (2015)                               | Позиция |
| US Hot Dance/Electronic Songs (Billboard) | 28      |

## Сертификации
| Регион | Сертификация | Продажи   |
| --- | ------------ | --------- |
| Австралия (ARIA) | Золотой      | 35 000^   |
| Канада (Music Canada) | Платиновый   | 80 000*   |
| США (RIAA) | Платиновый   | 1 000 000 |
| * Данные о продажах приведены только на основе сертификации. · ^ Данные о тиражах приведены только на основе сертификации. · Данные о продажах + прослушиваниях приведены только на основе сертификации. |              |           |